# Friedrich Johann Karl Becke
Friedrich Johann Karl Becke (Praga, 31 dicembre 1855 – Vienna, 18 giugno 1931) è stato un mineralogista austriaco.

## Biografia
Dopo aver studiato presso l'Università di Vienna, dove si è specializzato nelle scienze naturali, è diventato docente di geologia. Nel 1882 è stato nominato professore presso l'Università di Czernowitz. Otto anni più tardi ha ricevuto la cattedra all'Università Carolina, ma poco dopo è andato a Vienna, dove divenne professore di mineralogia, dove ha succeduto Gustav von Tschermak Seysenegg e divenne redattore del periodico Mineralogische und Petrographische Mittheilungen. Ha pubblicato molti articoli sulla scienza, geologia e mineralogia, ma era più noto per le sue ricerche nel campo delle rocce e il modo in cui può essere determinata la proprietà della luce di rifrazione. I risultati di questi studi sono stati pubblicati dalla Accademia di Vienna (1893).